# ぼくの好きな先生
「ぼくの好きな先生」（ぼくのすきなせんせい）は、RCサクセションの楽曲、および1972年2月5日に発売された3枚目のシングル。ニ長調。

## 解説
ファースト・アルバム『初期のRCサクセション』からのシングルカット曲。RCサクセションとしては初のヒット曲となった。イントロや間奏部での印象的な音色はカズーを用いている。

## 背景
表題曲は都立日野高等学校にて忌野清志郎の担任で、美術の教師で美術部顧問であった小林晴雄先生（2018年逝去）をモデルにした。ギターに熱中しすぎる息子を心配して朝日新聞の身の上相談に投書するほどだった忌野の母親を説得した人物として知られ、ファースト・アルバムが完成したときに忌野自ら渡しに行ったほどの恩師。

## 収録曲
作詞：忌野清志郎　作曲：肝沢幅一　編曲：穂口雄右
1. ぼくの好きな先生 (2:39)
2. 国立市中区3-1（返事をおくれよ） (2:38)

## 使用
- 映画『ぼくの好きな先生』主題歌（2019年）